# Wasilij Filippow (polityk)
Wasilij Rodionowicz Filippow (ros. Василий Родионович Филиппов, ur. 1913 w guberni irkuckiej, zm. 1993) – radziecki i buriacki polityk, przewodniczący Rady Ministrów Buriackiej ASRR (1958-1960), I sekretarz Buriackiego Komitetu Obwodowego KPZR (1960-1962).
Od 1931 kierownik wydziału kulturalno-propagandowego rejonowego komitetu Komsomołu, od 1936 w WKP(b), kierownik wydziału rolnego Buriacko-Mongolskiego Komitetu Obwodowego WKP(b), I sekretarz rejonowego komitetu WKP(b) w Buriacko-Mongolskiej ASRR. W 1939 ukończył studia na wydziale weterynaryjnym Buriacko-Mongolskiego Instytutu Zooweterynaryjnego, po czym był asystentem, aspirantem i docentem w tym instytucie. Kandydat nauk biologicznych, doktor nauk weterynaryjnych, później profesor i dziekan wydziału zoologicznego, później wydziału weterynaryjnego. 1947-1969 kierownik katedry fizjologii patologicznej Buriacko-Mongolskiego Instytutu Zooweterynaryjnego, równocześnie od 1947 do stycznia 1958 zastępca dyrektora i potem dyrektor tego instytutu. Od 17 stycznia 1958 do 24 listopada 1960 przewodniczący Rady Ministrów Buriacko-Mongolskiej/Buriackiej ASRR, od 24 listopada 1960 do 12 czerwca 1960 I sekretarz Buriackiego Komitetu Obwodowego KPZR, od 31 października 1961 do 29 marca 1966 zastępca członka KC KPZR. Od 1962 rektor Buriackiego Instytutu Rolniczego. Deputowany do Rady Najwyższej ZSRR od 4 do 6 kadencji. Odznaczony Orderem Lenina i Orderem Rewolucji Październikowej.